# Vasilije Prodanović
Vasilije Prodanović (ur. 24 listopada 1985) – serbski piłkarz, występujący na pozycji pomocnika.

## Kariera
Vasilije Prodanović swoją profesjonalną karierę zaczynał serbskim FK Čukarički grając tam przez jeden sezon. Po jego zakończeniu przeniósł się do FK Zemun grając dwa lata. Sezon później przeszedł do FK Bežanija. Zauważyła go tam FK Jagodina, grał tam jeden sezon. 14 sierpnia 2009 podpisał kontrakt z Polonią Bytom. Rozegrał tam jeden ligowy mecz, po czym w grudniu 2009 roku rozwiązał kontrakt z klubem.